# 失点
失点（しってん）とは、競技において、相手側が得点した場合、味方側につけられるものである。

## 野球における失点
投手の成績の一つ。攻撃側チームが得点を挙げると、いずれかの投手に失点が記録される。
失点が記録される投手は、基本的には得点した走者を出塁させた投手である。これはイニングの途中に投手交代があった場合も同じであり、後任投手が前任投手の残した走者を得点させても、前任投手の失点である（テレビゲームで見られがちだが、後任投手の失点とするのは誤りである）。ただし、残していた走者が盗塁失敗や走塁死などでアウトになった場合や、後任投手と対戦した打者とともに併殺になった場合などに前任投手の責任は減ぜられる。また、併殺崩れなどで走者が入れ替わった場合は、入れ替わった新たな走者が前任投手の責任となる。
- 【例1】一死一塁（この走者を A とする）の場面で投手が P から Q に交代。次打者を B、後続の打者をそれぞれC、D とする。
  - 【例1-1】Q は B を遊ゴロに打ち取り、A がアウトになるが B は一塁に生きる。Q はその後 C に四球を与え、さらに D に三塁打を打たれた（得点 2）。 ― この場合、得点を挙げた B と C は、ともに Q の登板時に出塁した走者であるが、失点は P と Q にそれぞれ 1 が記録される。P が降板した時点で走者が 1 人残っていたため、最初の 1 失点が P の責任となるからである。
  - 【例1-2】B の打席中に A が盗塁に失敗するが、Q は B と C に四球を与え、さらに D に三塁打を打たれた（得点 2）。 ― この場合、失点は P には 0 が、Q には 2 が記録される。A が盗塁失敗したことによって P の責任は 1 点分減ぜられて、P が責任を負わなければならない失点が無くなったからである。

投手の防御率の計算には自責点を用いる。自責点とは、投手の投球に原因がある失点のことであり、攻撃側チームが得点を挙げたときには、前述のように投手に失点が記録されるが、その失点が投手の投球のみに責任があると考えられる場合は、自責点も記録される。より詳しくは防御率、および自責点の項目も参照のこと。

### 失点数に関する記録（日本プロ野球）

#### 通算記録
| 順位 | 選手名   | 失点 |
| ---- | -------- | ---- |
| 1    | 米田哲也 | 1940 |
| 2    | 東尾修   | 1817 |
| 3    | 鈴木啓示 | 1772 |
| 4    | 金田正一 | 1706 |
| 5    | 梶本隆夫 | 1634 |
| 6    | 小山正明 | 1567 |
| 7    | 山田久志 | 1538 |
| 8    | 石川雅規 | 1479 |
| 9    | 三浦大輔 | 1430 |
| 10   | 石井茂雄 | 1404 |

| 順位 | 選手名     | 失点 |
| ---- | ---------- | ---- |
| 11   | 村田兆治   | 1402 |
| 12   | 北別府学   | 1399 |
| 13   | 山本昌     | 1394 |
| 14   | 平松政次   | 1385 |
| 15   | 別所毅彦   | 1379 |
| 15   | 工藤公康   | 1379 |
| 17   | 松岡弘     | 1350 |
| 18   | 佐藤義則   | 1251 |
| 19   | 長谷川良平 | 1242 |
| 20   | 堀内恒夫   | 1235 |

- 記録は2024年シーズン終了時[1]

#### シーズン記録
| 順位 | 選手名     | 所属球団         | 失点 | 記録年 |
| ---- | ---------- | ---------------- | ---- | ------ |
| 1    | 真田重蔵   | パシフィック     | 202  | 1946年 |
| 2    | 長谷川良平 | 広島カープ       | 190  | 1950年 |
| 3    | 亀田忠     | イーグルス       | 184  | 1939年 |
| 3    | 高野裕良   | 大洋ホエールズ   | 184  | 1950年 |
| 5    | 米川泰夫   | 東急フライヤーズ | 182  | 1950年 |
| 6    | 黒尾重明   | セネタース       | 179  | 1946年 |
| 6    | 小林恒夫   | 松竹ロビンス     | 179  | 1951年 |
| 8    | 内藤幸三   | ゴールドスター   | 175  | 1946年 |
| 9    | 菊矢吉男   | ライオン軍       | 169  | 1939年 |
| 9    | 中山正嘉   | 名古屋金鯱軍     | 169  | 1940年 |
| 9    | 白木義一郎 | セネタース       | 169  | 1946年 |

- 記録は2024年シーズン終了時[2]

| 2リーグ制後                  | 2リーグ制後 | 2リーグ制後      | 2リーグ制後 | 2リーグ制後 | 2リーグ制後    |
| 順位                         | 選手名      | 所属球団         | 失点        | 記録年      | 備考           |
| ---------------------------- | ----------- | ---------------- | ----------- | ----------- | -------------- |
| 1                            | 長谷川良平  | 広島カープ       | 190         | 1950年      | 新人記録       |
| 2                            | 高野裕良    | 大洋ホエールズ   | 184         | 1950年      | [ 5 ]          |
| 3                            | 米川泰夫    | 東急フライヤーズ | 182         | 1950年      | パ・リーグ記録 |
| 4                            | 小林恒夫    | 松竹ロビンス     | 179         | 1951年      | 左投手記録     |
| 5                            | 田原基稔    | 国鉄スワローズ   | 167         | 1950年      | [ 8 ]          |
| 6                            | 内藤幸三    | 広島カープ       | 166         | 1950年      | [ 9 ]          |
| 7                            | 天保義夫    | 阪急ブレーブス   | 164         | 1950年      | [ 10 ]         |
| 8                            | 野本喜一郎  | 西日本パイレーツ | 159         | 1950年      |                |
| 8                            | 金田正一    | 国鉄スワローズ   | 159         | 1951年      |                |
| 10                           | 小林恒夫    | 松竹ロビンス     | 156         | 1952年      | [ 11 ]         |
| 記録は2024年シーズン終了時点 |             |                  |             |             |                |

#### その他の記録
| 記録             | 選手名     | 所属球団         | 失点 | 記録年月日    | 対戦相手       |
| ---------------- | ---------- | ---------------- | ---- | ------------- | -------------- |
| 1試合最多失点    | 伊藤万喜三 | 東急フライヤーズ | 18   | 1950年5月31日 | 毎日オリオンズ |
| イニング最多失点 | 内藤幸三   | ゴールドスター   | 12   | 1946年7月15日 | グレートリング |

## サッカー・ホッケー・ハンドボールなどにおける失点
チームおよびゴールキーパーの成績の一つ。チームの総失点数は守備力の指標として使われる。また防御率を求める際の計算に使われるが、競技によって計算方法は異なる。防御率を参照。